# Régis Sigoire
Pas d'image ? Cliquez ici

a Compétitions nationales et continentales officielles uniquement.

Dernière mise à jour le 13 avril 2020.
Régis Sigoire, né le 31 mai 1979 à Villeurbanne, est un ancien joueur de rugby à XV français qui évolue au poste de deuxième ligne au sein de l'effectif de l'USO Nevers jusqu'en 2014.

## Biographie
Formé au FC Grenoble, Régis Sigoire joue quelques matchs en équipe première. Il signe en 2001 au Stade français mais n'a pas sa chance en équipe première. Puis il joue au Lyon OU lors de la saison 2005 mais est peu utilisé par les entraîneurs. Il signe à Chalon-sur-Saône en 2005.

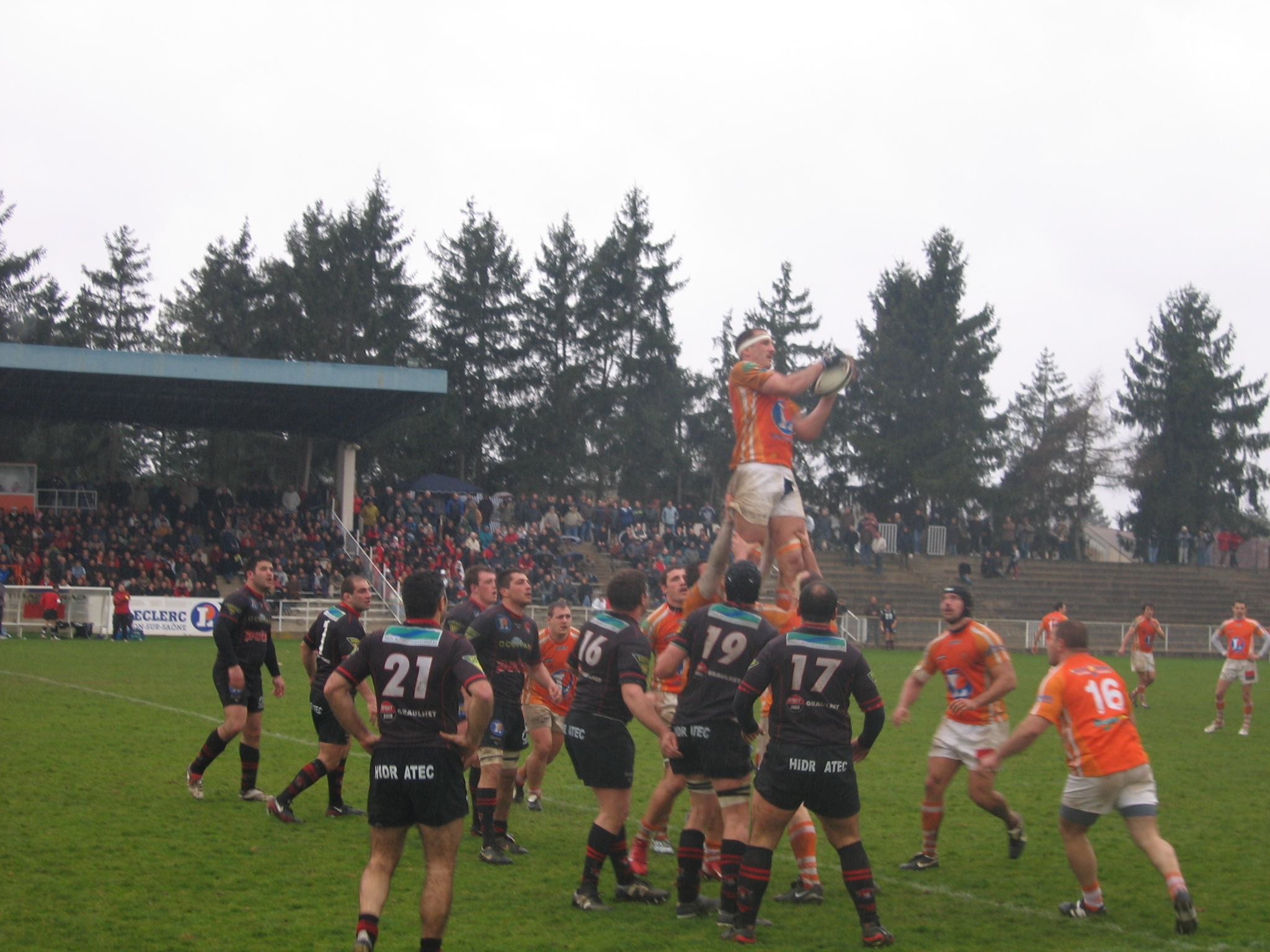
Régis Sigoire dans les airs avec le RC Chalon, lors de la saison 2006-2007.

Il revient ensuite au FC Grenoble, alors en Pro D2 pendant 4 ans entre 2007 et 2011. Il n'est pas conservé par le club alpin qui se renforce et remonte un an plus tard en Top 14. Il signe alors à Nevers où il termine sa carrière en 2014.
Il se reconvertit par la suite en tant qu'entraîneur de la section espoirs de l'USO Nevers.